# جورج دبليو. باكلي
جورج دبليو. باكلي (بالإنجليزية: George W. Buckley)‏ هو شخصية أعمال بريطاني، ولد في 23 فبراير 1947 في شفيلد في المملكة المتحدة.

## وصلات خارجية
- جورج دبليو. باكلي على موقع إن إن دي بي (الإنجليزية)